# واسیل سوخوملینسکی
واسیل سوخوملینسکی (اوکراینی: Василь Олександрович Сухомлинський؛ ۲۸ سپتامبر ۱۹۱۸ – ۲ سپتامبر ۱۹۷۰) ناشر، نویسنده اهل جمهوری خلق اوکراین بود.
وی همچنین برندهٔ جوایزی همچون نشان لنین و قهرمان کار سوسیالیست شده‌است.